# 佛羅里達布蘭卡
佛羅里達布蘭卡（西班牙語：Floridablanca，西班牙語發音：[floˌɾiðaˈβlaŋka]）是哥倫比亞桑坦德省的城市，位於該國東北部，始建於1817年11月7日，面積97平方公里，海拔高度925米，該地區自史前時代有人類居住，2005年人口258,509。

## 外部連結
- Floridablanca Municipal Website